# New Denmark
Pour plus de détails, voir Fiche technique et Distribution.
New Denmark est un film québécois réalisé par Rafaël Ouellet en 2009, sorti l'année suivante.

## Synopsis
C'est l'histoire d'une adolescente qui passe un été à chercher sa sœur qui est portée disparue.

## Fiche technique
- Titre : New Denmark
- Réalisation : Rafaël Ouellet
- Producteur : Rafaël Ouellet, Claudie Bouchard, Daniel Fontaine-Bégin
- Langue : Français
- Pays d'origine : Canada
- Genre : Drame
- Durée : 73 min

## Distribution
- Carla Turcotte
- Alexandra Soucy
- Sophie Bérubé[Laquelle ?]
- Gilles-Vincent Martel
- Marco Bentz